# Merlijn Kamerling
Merlijn Kamerling (Zevenhoven, 1998) is een Nederlands schrijver en acteur.

## Leven
Hij is de zoon van Antonie Kamerling en Isa Hoes. Zijn vader, Antonie Kamerling, is in 2010 overleden door zelfdoding. Hij schreef hier het boek Nu ik je zie over. In het boek wordt de zoektocht naar zijn vader beschreven. Samen met zijn moeder, Isa Hoes, schreef hij Je bent niet alleen, over het omgaan met het verlies van een dierbare.

## Televisie
- Onderweg naar morgen (1994) - Orka Raven
- Dokter Tinus (2012) -  Pepijn Ophuis
- Alleskunner VIPS (2021) - Zichzelf
- Special Forces VIPS (2024) - Zichzelf